# 東九州地域医療産業拠点構想
東九州地域医療産業拠点構想（ひがしきゅうしゅうちいきいりょうさんぎょうきょてんこうそう）は、大分県及び宮崎県にかけての東九州地域を医療機器産業の拠点として整備する構想である。大分県及び宮崎県が策定し、2010年10月25日に発表された。愛称は、東九州メディカルバレー構想。

## 概要
大分県から宮崎県にかけての東九州地域には、血管・血液関連を中心とした医療機器産業の立地が進んでおり、医療機器生産金額は、大分県が1,145億円で全国第4位、宮崎県が115億円で全国第27位となっている。
両県に進出した企業としては以下のものがあり、これらの企業の製品には世界一または日本一のシェアを有するものも多い。
- 旭化成メディカル - 人工腎臓工場、アフェレシス工場、セパセル工場、プラノバ大分工場（大分県大分市）、延岡岡富工場・プラノバ工場（宮崎県延岡市）
- 川澄化学工業 - 佐伯工場（大分県佐伯市）、弥生工場（同市）、三重工場（同豊後大野市）
- 東郷メディキット - 日向工場・日向第二工場・東郷工場（宮崎県日向市）

両県では、東郷メディキットを先駆として、キューメイ研究所のような医療関係のベンチャー企業も育っている。
また、両県には、立命館アジア太平洋大学、大分大学、九州保健福祉大学、宮崎大学といった研究・人材育成拠点がある。
東九州地域医療産業拠点構想は、このような環境を活かし、医療機器産業のさらなる集積を進めることにより地域活性化を図る構想であり、具体的取り組みとして以下の4つの拠点づくりが挙げられている。
- 研究開発の拠点づくり
- 医療技術人材育成の拠点づくり
- 血液・血管に関する医療拠点づくり
- 医療機器産業の拠点づくり